# Paranoia Agent
Paranoia Agent (妄想代理人?, Mōsō dairinin) è una serie televisiva anime composta da 13 episodi di circa 24 minuti ciascuno, creata e diretta da Satoshi Kon nel 2004. La trama segue le vicende di due investigatori che indagano sulle aggressioni di un misterioso ragazzo che a Tokyo si accanisce sulle proprie vittime con una mazza da baseball, apparentemente senza motivo, per poi dileguarsi nel nulla.

## Trama
Tsukiko Sagi, la famosa disegnatrice che ha partorito la mascotte Maromi, viene aggredita con una mazza da baseball da uno squilibrato di cui la ragazza ricorda solo essere un bambino su pattini a rotelle color oro e con indosso un cappellino da baseball. Le ricerche partono immediatamente anche se il sospetto che la ragazza abbia mentito sull'accaduto viene subito avanzato da uno degli investigatori. Giorni dopo altre persone vengono però colpite da questo maniaco, che viene soprannominato Shonen Bat, ed il misterioso ragazzino diventa una sorta di leggenda metropolitana.
Dopo diversi casi i due detective riescono a mettere le mani su un sospetto che combacia con la descrizione fatta dalla prima vittima. Il ragazzo confessa di aver perpetrato la riprovevole azione perché crede di essere il guerriero protagonista di un gioco di ruolo. Dopo vari interrogatori, però, i poliziotti scoprono che in realtà il ragazzo non è altro che un emulo e che il vero Shonen Bat è ancora a piede libero. Ma il confronto con il giovane mitomane porta la narrazione su un piano surreale, con Maniwa, uno dei due detective, che intraprende un percorso d'indagine a metà tra il videogioco ed una trama fantasy. Da questo punto in poi la storia continua a snodarsi su più piani di realtà, fondendo in un'unica dimensione elementi onirici, psicoanalitici e sociologici, per poi sfociare in un epilogo catastrofico alla Ōtomo.

### Finale
Nell'epilogo si scopre che Tsukiko, la prima vittima di Shonen Bat, non è mai stata aggredita, ma si è inferta da sola il colpo per guadagnare tempo su una scadenza di lavoro e suscitare la solidarietà dei propri colleghi. Mentre l'aggressione si trasforma in una leggenda metropolitana, la psiche traumatizzata della ragazza dà però origine ad un Maromi parlante e a quello che tutti chiamano Shonen Bat.
Tutto questo perché Tsukiko da bambina aveva un cucciolo di cane in carne ed ossa, chiamato appunto Maromi, che per via di una sua disattenzione morì investito da una macchina. La ragazza, per paura che il severo padre la sgridasse, si inventò un'aggressione da parte di un ragazzo sui pattini e con una mazza da baseball. Il padre, che in realtà intuiva la verità, finì con l'assecondare la figlia che, in questo modo, trasformò lentamente la sua bugia nell'unica verità accettabile.
Dopo l'aggressione simulata il pupazzo Maromi, animato dalla sua fantasia, protegge la ragazza dai suoi brutti ricordi, ma così non fa altro che consentirle di continuare a non affrontare la realtà della propria vita, aiutandola sempre a scappare davanti alle difficoltà. In questa fuga dalla realtà Tsukiko tuttavia non è sola, perché anche il detective Ikari, lasciato il lavoro come poliziotto, si perde ora tra mille altri lavori pur di rientrare il più tardi possibile a casa, dove lo aspetta la devota moglie malata di cuore, con cui condivide il triste destino di chi non può avere figli. Alla fine Tsukiko ed Ikari si ritroveranno, padre e figlia immaginari, in una Tokyo bidimensionale e cartonata, che rappresenta il passato sereno di Ikari, dove entrambi cercano riparo dalle loro paure, dal loro senso di colpa e dall'infelicità che li struggono e che, nel mondo reale, hanno assunto le fattezze di Shonen Bat.
Questa è infatti un'entità malvagia partorita dalla mente di Tsukiko, che si nutre della paura e della paranoia della società. Creduta all'inizio un fenomeno di delinquenza giovanile, la bugia di Tsukiko è divenuta un essere reale che attacca in particolare la gente sotto pressione e che in qualche modo chiede di essere "salvata" dallo stress. Ma in questo senso, Shonen Bat non è altro che una soluzione apparente ai loro problemi, così come lo è Maromi per Tsukiko e ormai per tutta Tokyo. Maromi fornisce infatti un falso senso di benessere e calore a chi lo possiede, e quando le numerose icone del pupazzo scompaiono contemporaneamente dalla città, questa precipita nella psicosi e nella paranoia collettiva. Ciò scatena il ritorno di Shonen Bat in una forma immensamente più grande, somigliante ad un fluido oscuro che invade e distrugge tutto quello che incontra.
Quando Shonen Bat si abbatte sulla città, gli unici che riescono a fronteggiarlo sono la moglie di Ikari, che malgrado la disperazione gli resiste grazie all'amore per il marito, ed il detective Maniwa, divenuto ormai una sorta di cavaliere errante votato alla lotta contro questo mostro. Tsukiko ed Ikari, isolati nel tranquillo passato bidimensionale di questi, vengono quindi raggiunti prima da sua moglie, che in punto di morte esprime il desiderio di vederlo un'ultima volta ovunque si trovi, e poi da Maniwa il quale, compreso che Shonen Bat e Maromi sono le due facce del suo male, costringe Tsukiko a ricordare la verità sulla fine del vero Maromi. Finalmente consapevole, Tsukiko riesce a far pace con sé stessa ed a perdonarsi per non essere stata in grado di proteggerlo. Quello che all'inizio era noto come Shonen Bat così scompare insieme al Maromi parlante, lasciando dietro di sé uno scenario di guerra. Due anni dopo, in una Tokyo completamente ricostruita, si vede Tsukiko immersa nella sua nuova vita, ed una carrellata sugli abitanti della città mostra che ormai più nessuno confeziona scuse ed alibi durante i confronti, ma ognuno dice ciò che pensa realmente, sfuggendo forse così allo stress ed al senso di colpa. Ma è una situazione chiaramente temporanea, poiché la tendenza dell'uomo a rifuggire dalla realtà e dal dolore è sempre dietro l'angolo e può, in qualsiasi momento, partorire nuovi strumenti di fuga quali erano Maromi e Shonen Bat. Questa ciclica ripetizione degli eventi, denominata eterno ritorno, trova, sul finire dell'anime, immediata concretizzazione nel passaggio di consegne tra l'anziano saggio che aveva aiutato Maniwa e Maniwa stesso, diventato il nuovo anziano due anni dopo il termine del precedente ciclo. L'età dell'anziano saggio, il fatto che il passaggio di Shonen Bat venga paragonato da Ikari alla guerra e i rimandi alla bomba atomica nei titoli di testa suggeriscono che il precedente ciclo sia in qualche modo collegato alla Seconda Guerra Mondiale.

## Personaggi
- Tsukiko Sagi (鷺月子?): uno dei protagonisti della storia, è la disegnatrice che ha dato vita al mito di Maromi, un pupazzo a forma di cagnolino. È la prima vittima del molestatore e sembra custodire un grande segreto. Doppiata in originale da Mamiko Noto, la voce italiana è di Alessia Amendola.
- Shōnen Bat (少年バット?): protagonista della storia. Si sa poco di lui se non che è poco più che un bambino e che va in giro con rollerblade dorati e un cappellino in testa e che si diverte a colpire con la sua mazza da baseball le sue vittime. Doppiato in originale da Daisuke Sakaguchi, la voce italiana è di Andrea Mete.
- Keiichi Ikari (猪狩慶一?): carismatico detective sulle tracce di Shonen Bat e dai modi "fuori moda". Perde spesso la pazienza, al contrario del suo collega, e ha una moglie malata di cuore cui è molto legato. Doppiato in originale da Shōzō Īzuka, la voce italiana è di Nino Prester.
- Mitsuhiro Maniwa: detective giovane e molto flessibile, tende ad esplorare le possibilità che spesso vengono scartate dal collega più anziano, fino ad utilizzare metodi poco convenzionali, facendosi coinvolgere, ad esempio, dal racconto delirante di un emulo di Shonen Bat. Doppiato in originale da Toshihiko Seki, la voce italiana è di Loris Loddi.
- Maromi (マロミ?): piccola mascotte creata da Tsukiko Sagi e adattata persino per un anime. È un cagnolino completamente rosa con la testa visibilmente sproporzionata e grandi occhi neri. Doppiata in originale da Haruko Momoi, la voce italiana è di Antonella Baldini.

## Edizione italiana

Copertina dell'edizione italiana del DVD

Nel 2007 la Panini Video ha pubblicato la serie in tre DVD per il mercato home video italiano.

### Episodi
| Nº | Titolo italiano Giapponese 「Kanji」 - Rōmaji                            | In onda          | In onda |
| Nº | Titolo italiano Giapponese 「Kanji」 - Rōmaji                            | Giapponese       |         |
| 1  | Arriva Shonen Bat! 「少年パット参上」 - shōnen batto sanjō               | 2 febbraio 2004  |         |
| 2  | Le scarpe d'oro 「金の靴」 - kin no kutsu                                | 9 febbraio 2004  |         |
| 3  | Double lips 「ダブルリップ」 - dabururippu                               | 16 febbraio 2004 |         |
| 4  | Il cammino del vero uomo 「男道」 - otokomichi                           | 23 febbraio 2004 |         |
| 5  | Il racconto del sacro guerriero 「聖戦士」 - seisenshi                   | 8 marzo 2004     |         |
| 6  | Minacciata dalla furia degli elementi 「直撃の不安」 - chokugeki no fuan | 15 marzo 2004    |         |
| 7  | Mhz 「MHz」 - MHz                                                        | 22 marzo 2004    |         |
| 8  | Happy family planning 「明るい家族計画」 - akarui kazokukeikaku          | 5 aprile 2004    |         |
| 9  | Etc. 「ETC」 - ETC                                                       | 12 aprile 2004   |         |
| 10 | Maromi dolce-sonno 「マロミまどろみ」 - maromi madoromi                  | 19 aprile 2004   |         |
| 11 | Senso vietato 「進入禁止」 - shinnyūkinshi                               | 26 aprile 2004   |         |
| 12 | Radarman 「レーダーマン」 - redaman                                      | 10 maggio 2004   |         |
| 13 | Ultima puntata 「最終回。」 - saishūkai                                  | 17 maggio 2004   |         |

## Critica
(Enrico Azzano, in AA.VV., Satoshi Kon. Il cinema attraverso lo specchio. Eif, 2009, p. 102.)
Come altri lavori di Satoshi Kon, anche questa serie breve si presta a diverse letture. Tuttavia, se si vuole privilegiare l'unitarietà e la coerenza dell'opera, l'analisi deve concentrarsi sugli aspetti di critica sociologica mossa ancora una volta alla società iperproduttiva e consumista giapponese. La serie, piena di riferimenti alla cultura nipponica tradizionale e pop, muove una severa critica ai frenetici ritmi di produzione imposti dall'assetto dell'organizzazione socio-economica nipponica, fonte di alienazione e solitudine da cui la massa cerca di fuggire immergendosi in mondi virtuali, come quello dell'animazione, che, tuttavia, viene ancora una volta cinicamente sfruttato dal capitalismo per lucrare ulteriori profitti. Fuga dalla realtà che, peraltro, in Giappone assume spesso anche le forme drastiche e definitive del suicidio, come sottolineato nell'episodio 8, Happy family planning.
A proposito dello stress da produzione che permea la moderna società nipponica, emblematico è l'episodio 10, Maromi dolce-sonno, in cui viene efficacemente descritto proprio il mondo degli anime, fatto di superlavoro, scadenze ravvicinatissime e precarietà. Ma proprio l'animazione, se da un lato è questo, dall'altro è anche un potente strumento di fuga dalla realtà (come ben evidenziato dalla bidimensionalità della memoria-rifugio di Ikari) che garantisce lauti profitti, ed è così essa stessa l'oggetto cui si riferisce il simbolismo del binomio Shonen Bat-Maromi. Tale tesi, che quindi coinvolge anche Paranoia Agent inteso come prodotto di animazione, è resa esplicita dal Maniwa anziano che compare sul finire dell'ultimo episodio: egli, al termine del laborioso calcolo a cui già il precedente anziano stava lavorando, scrive i caratteri di A-NI-ME (ア · ニ · メ), ma quest'ultimo solo parzialmente, poiché interrompe la scrittura rimanendo sconvolto dal risultato ottenuto.
Insieme a quanto sopra, è stato anche messo in evidenza il lato psicoanalitico dell'opera, in cui viene rivelata l'estrema fragilità della mente umana sotto i devastanti effetti del senso di colpa.

## Colonna sonora
La colonna sonora composta da Susumu Hirasawa è stata pubblicata in CD nel 2005. Questi i titoli dei brani che la compongono:
1. Dream Island Obsessional Park (Yume no shima shinen kouen) - sigla d'apertura
2. Sub-usual
3. Focus
4. Happiness
5. Object Definition
6. Confrontational Paranoia
7. Tension
8. Hero
9. Condition Boy
10. Black Beach
11. Cultivation
12. Shadow
13. Reverie Hill
14. Escape
15. Obsession Layer
16. Tenacity
17. Dream Island - Expectation
18. Core
19. White Hill - Maromi's Theme (Maromi no theme) - sigla di chiusura
20. Grandfatherly Wind (Bonus Track - non presente nella versione originale giapponese)